# Blaberus giganteus

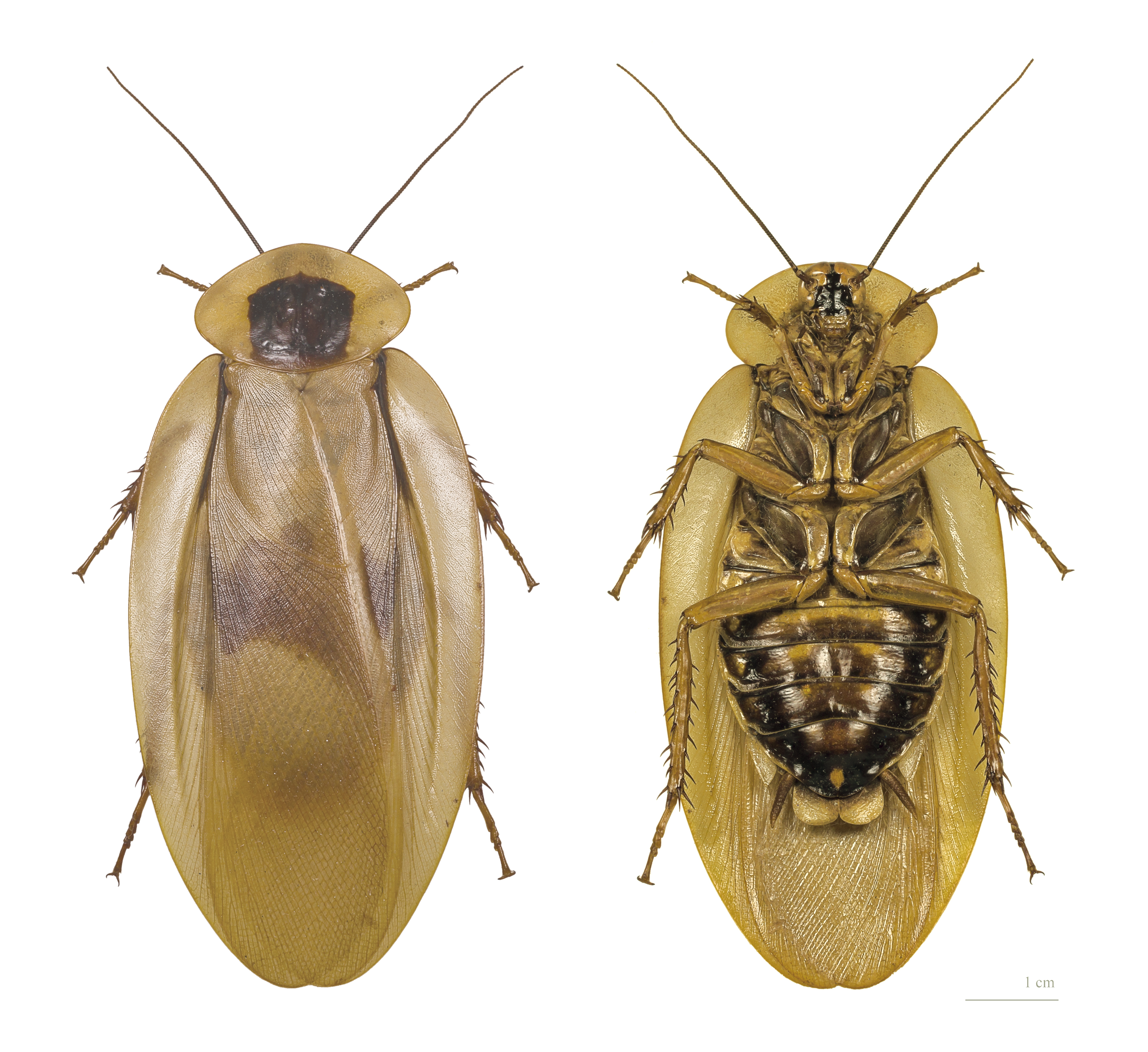
Blaberus giganteus hembra

La cucaracha gigante de las cuevas (Blaberus giganteus) es una especie de insecto blatodeo de la familia Blaberidae. Comparte con el resto de sus congéneres uno de los mayores tamaños entre las cucarachas. Su tamaño alcanza aproximadamente 9 cm.

## Descripción
Blaberus giganteus es considerada una de las cucarachas más grandes del mundo, con machos que alcanzan longitudes de hasta 7,5 cm (3 plg) y hembras 10 cm (3,9 plg), aunque otros enumeran 9 cm (3,5 plg) como la longitud máxima. Estas cucarachas son de constitución ligera con cuerpos aplanados, lo que les permite esconderse en las grietas de los depredadores. Sus cuerpos son marrones con marcas negras. La envergadura de estos insectos suele ser de 15,2 cm. Tanto los machos como las hembras tienen apéndices pares (cerci) en el último segmento abdominal, pero solo los machos tienen un par de diminutos apéndices similares a pelos llamados estiletes. Los adultos tienen dos pares de alas que se doblan hacia atrás sobre el abdomen. Las hembras más pesadas tienen menos probabilidades de volar.

## Distribución y hábitat
Esta especie es endémica del Neotrópico y se puede encontrar en cuevas y bosques tropicales de México, Guatemala, Panamá, Colombia, Ecuador,  Venezuela, Costa Rica, Brasil, Trinidad y Tobago, Cuba, La Española (República Dominicana), Guyana, Surinam y Guayana Francesa. Las preferencias de hábitat incluyen áreas de mucha humedad y poca luz, como cuevas, huecos de árboles y grietas en las rocas.

## Ciclo de vida

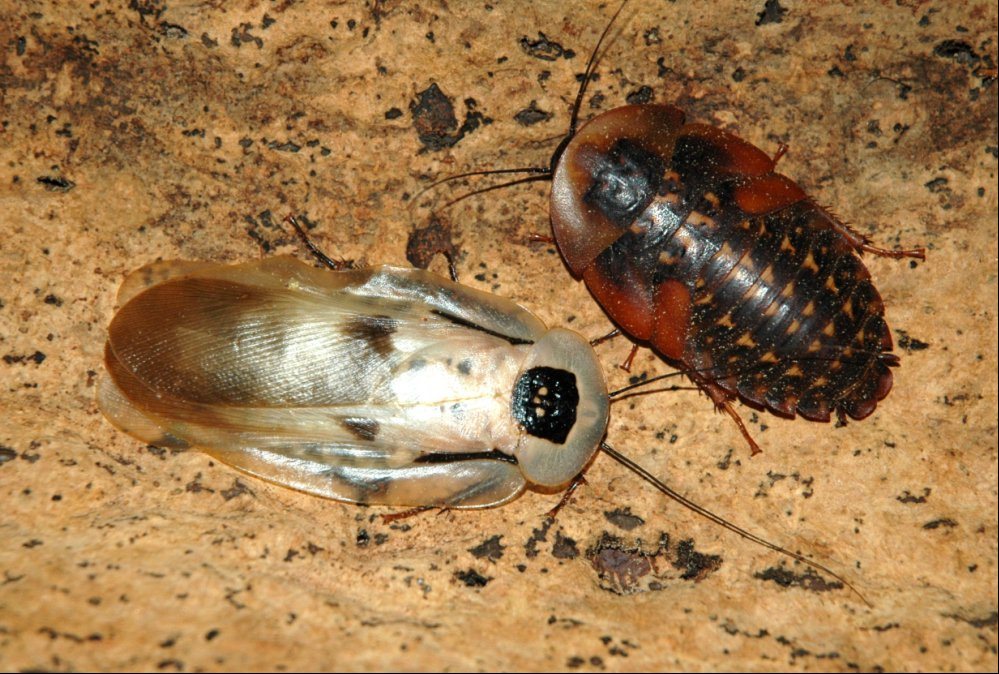
Adulto (izquierda) y ninfa (derecha)

Como es típico en todas las cucarachas, los individuos sufren una metamorfosis hemimetabólica, lo que significa que el cambio de juvenil a adulto es gradual. Las tres etapas distintas de su ciclo de vida son huevo, ninfa y adulto.  Sólo los adultos son capaces de reproducirse y tener alas. A veces pueden ocurrir etapas ninfales prolongadas, junto con mudas adicionales, en B.  giganteus por varias razones.  Una hipótesis es que la ausencia de empujones y estimulación mutua que se encuentran a menudo en la vida de la colonia podría ralentizar el proceso de desarrollo. En otros casos, las temperaturas más bajas y la humedad reducida pueden provocar un retraso en la maduración y un aumento en el número de mudas. Esta es una respuesta del insecto a las condiciones desfavorables del hábitat y también puede verse como una respuesta depredadora.  Su esperanza de vida puede durar hasta 20 meses dependiendo de las condiciones del hábitat y la dieta.

## Sinónimos
- Blatta livida Gronovius, 1764
- Sisapona marginalis Walker, 1868
- Blabera mexicana Saussure, 1862
- Blatta scutata Seba, 1765
- Blabera stollii Brunner von Wattenwyl, 1865